# Alipiopsitta xanthops
Alipiopsitta xanthops là một loài chim trong họ Psittacidae.